# Monako na Letnich Igrzyskach Olimpijskich 2008
Monako na Letnich Igrzyskach Olimpijskich 2008 reprezentowało pięcioro zawodników – czterej mężczyźni i jedna kobieta. Towarzyszyło im sześciu trenerów i sześciu działaczy.
Był to 18. start reprezentacji Monako na letnich igrzyskach olimpijskich.

## Zdobyte medale
Monako nie zdobyło medali podczas letnich igrzysk olimpijskich w Pekinie.

## Lekkoatletyka
Mężczyźni
| Zawodnik          | Konkurencja   | Kwalifikacje | Kwalifikacje | Ćwierćfinał | Ćwierćfinał | Półfinał | Półfinał | Finał | Finał   |
| Zawodnik          | Konkurencja   | Wynik        | Miejsce      | Wynik       | Miejsce     | Wynik    | Miejsce  | Wynik | Miejsce |
| ----------------- | ------------- | ------------ | ------------ | ----------- | ----------- | -------- | -------- | ----- | ------- |
| Sébastien Gattuso | Bieg na 100 m | 10,70        | 6 DNQ        |             |             |          |          |       |         |

## Judo
Mężczyźni
| Zawodnik      | Konkurencja | Preliminarz      | 1/16 finału              | 1/8 finału       | Ćwierćfinał      | Półfinał         | Finał            | Pierwsza runda repasaży | Ćwierćfinał repasaży | Półfinał repasaży | Finał repasaży   |
| Zawodnik      | Konkurencja | Przeciwnik Wynik | Przeciwnik Wynik         | Przeciwnik Wynik | Przeciwnik Wynik | Przeciwnik Wynik | Przeciwnik Wynik | Przeciwnik Wynik        | Przeciwnik Wynik     | Przeciwnik Wynik  | Przeciwnik Wynik |
| ------------- | ----------- | ---------------- | ------------------------ | ---------------- | ---------------- | ---------------- | ---------------- | ----------------------- | -------------------- | ----------------- | ---------------- |
| Yann Siccardi | Do 60 kg    |                  | Craig Fallon L 0000-1010 |                  |                  |                  |                  |                         |                      |                   |                  |

## Wioślarstwo
Mężczyźni
| Zawodnik        | Konkurencja      | Kwalifikacje | Kwalifikacje | Ćwierćfinały | Ćwierćfinały | Półfinały | Półfinały | Finał D | Finał D |
| Zawodnik        | Konkurencja      | Czas         | Miejsce      | Czas         | Miejsce      | Czas      | Miejsce   | Czas    | Miejsce |
| --------------- | ---------------- | ------------ | ------------ | ------------ | ------------ | --------- | --------- | ------- | ------- |
| Mathias Raymond | Jedynka mężczyzn | 7:51.69      | 4            | 7:11.66      | 5 C/D        | 7:33.06   | 5 D       | 7:14.27 | 4       |

## Strzelectwo
Kobiety
| Zawodnik         | Konkurencja                      | Kwalifikacje | Kwalifikacje | Finał | Finał   | Miejsce |
| Zawodnik         | Konkurencja                      | Wynik        | Miejsce      | Wynik | Miejsce | Miejsce |
| ---------------- | -------------------------------- | ------------ | ------------ | ----- | ------- | ------- |
| Fabienne Pasetti | Karabin pneumatyczny 10 m kobiet | 387          | 41           |       |         | 41      |

## Podnoszenie ciężarów
Mężczyźni 
| Zawodnik          | Konkurencja | Rwanie | Rwanie  | Podrzut | Podrzut | Razem  | Miejsce |
| Zawodnik          | Konkurencja | Wynik  | Miejsce | Wynik   | Miejsce | Razem  | Miejsce |
| ----------------- | ----------- | ------ | ------- | ------- | ------- | ------ | ------- |
| Romain Marchessou | do 77 kg    | 110 kg | 27      | 140 kg  | 24      | 250 kg | 24      |